# Bart Stops to Smell the Roosevelts
«Bart Stops to Smell the Roosevelts» (укр. «Барт зупиняється, щоб відчути дух Рузвельтів») — друга серія двадцять третього сезону мультсеріалу «Сімпсони», прем'єра якої відбулась 2 жовтня 2011 року у США на телеканалі «Fox».

## Сюжет
Спрінґфілдська початкова школа проводить аукціон зі збору коштів. Барт, побачивши можливість для розіграшу через телефон розповідає керівнику аукціону, директорові Скіннеру, що він ― вдова з Англії, і «купує» на тисячі доларів на кожен лот аукціону. Коли Барт розкриває свою витівку це викликає огиду у батьків та вчителів, і публічно бентежить Скіннера.
Наступного ранку інспектор Чалмерз розгніваний на Скіннера. Через постійний тиск Скіннер не витримує і кидає виклик Чалмерзу взяти на себе освіту Барта. Чалмерз приймає виклик.
У бібліотеці він намагається зацікавити Сімпсона президентами США. Спочатку Барту нецікаво, але Чармерз розповідає про 26-го президента ― Теодора Рузвельта, який «був ковбоєм». Барта зацікавлює героїчна та бунтівна натуру Рузвельта. Незабаром однокласники Барта ― Мілгаус, Нельсон, Джимбо, Кірні та Дольф приєднуються до Барта в його навчанні.
Уроки виявляються успішними, тож Чалмерз вирішує взяти дітей усіх на екскурсію з ночівлею до Спрінґфілдського лісу, де, за легендою, Рузвельт загубив там своє пенсне. Під час екскурсії Нельсон знаходить у канаві пенсне, однак падає і ламає руку. Оскільки це була несанкціонована екскурсія, мати Нельсона погрожує подати до суду на школу за медичні витрати… В результаті, Чалмерза звільняють.
Ідучи зі школи додому, Барт бачить, як Ґері ловить рибу, і запитує його, що б зробив Тедді Рузвельт? Пригнічений, Чалмерз каже, що, на жаль, він не — Тедді Рузвельт. Для того, щоб повернути Чалмерзу роботу, Барт та його друзі, організовують «Братство пенсне».
Наступного дня вони починають діяти: поки Джимбо відволікає секретарку, Барт пробирається до кабінету директора Скіннера й оголошує, про машину з увімкненими фарами на парковці для вчителів. Оголошення змушує всіх вчителів покинути будівлю, після чого «Братство пенсне» закриває всі виходи, і захоплює школу. Вони вимагають поновлення Чалмерза.
Поліція та ЗМІ швидко оточують школу, і настає протистояння. Шеф Віґґам відмовляється вести переговори, але Чалмерз виходить і просить поговорити з Бартом. Він переконує хлопця відступитись, оскільки Барт став кращим у процесі навчання.
Випадково шеф Віґґам кидає пістолет, і ранить коліно державного інспектора Аткінса. Той погоджується відновити Чалмерза і підвищити його до суперінспектора, бо компенсацію Нельсону можна повернути у новому судовому процесі проти поліцейського управління. Після цього «Братство пенсне» звільняє школу.
У фінальній сцені під час уроку у лісі Барт запитує Ґері, який найбільш інформативний фільм про Тедді Рузвельта, на що Чалмерз відповідає: «Це точно „Ніч у музеї“».

## Виробництво
Вперше про використання у серії голосу Рузвельта було оголошено на фестивалі «San Diego Comic-Con» у липні 2011 року. Шоураннер Ел Джін розповів:
|  | У нас [команди «Сімпсонів»] є справжнє аудіо Рузвельта (взято з виступу близько 1918 року) для шоу. Я подумав: «Нарешті! Ми можемо поставити президента у серіал», який також хороший. Ми вкажемо його титрах наприкінці. |

Канадський аніматор і творець «Шоу Рена та Стімпі», Джон Крісфалузі, анімував сцену на дивані для цього епізоду. Раніше, у перші роки «Сімпсонів», Крісфалузі критикував команду мультсеріалу, кажучи, що «шоу вдалося, незважаючи на написання», і подібні зневажливі коментарі.
Після позитивної відповіді від Бенксі на створення вступу серії «MoneyBart», творець мультсеріалу Метт Ґрюйнінґ та Джін звернулись до Крісфалузі та запитали його, чи не міг би він зробити щось подібне. Спочатку вони лише хотіли, щоб він робив розкадрування, а потім дозволив їхнім звичайним аніматорам втілити це, але Крісфалузі наполягав на тому, щоб зробити анімацію самотужки. Він пояснював, що інакше б «ніхто навіть не знав би, що я маю з цим щось спільне, бо все [робота Крісфалузі] закінчилося б на моделюванні і створення рухів».
Ґрюйнінґ надав йому свободу дій для 35-секундної сцени і сказав йому порушити всі правила «Сімпсонів». Однак, Крісфалузі пояснив, що «намагався не порушувати ніяких правил в особистостях персонажів, тільки у виконанні візуальних ефектів. Я не дотримувався ніяких моделей ― навіть своїх власних».

## Цікаві факти і культурні відсилання
- Незважаючи на те, що інспектора Чалмерза вперше представлено у серії «Whacking Day» четвертого сезону, даний персонаж ніколи не був центральною частиною жодного епізоду. Це вперше, коли вся серія присвячена Чалмерзу[3].
- У спогадах Чалмерза про вчителювання місце дії виглядає, як бібліотека Шермерської школи з фільму «Клуб «Сніданок»» 1985 року[4].
  - Ґері звертається до учнів як до клубу «Сніданок», однак ті говорять, що є «бійцівським клубом» і накидаються на вчителя.
  - Під час сутички грає пісня «Don't You (Forget About Me)» ― саундрек «Клубу „Сніданок“».

## Ставлення критиків і глядачів
Під час прем'єри серію переглянули 6,19 млн осіб з рейтингом 3.0, що зробило її другим найпопулярнішим шоу на каналі «Fox» тієї ночі, після «Сім'янина».
Гейден Чайлдс з «The A.V. Club» дав серії оцінку B сказавши, що «серії „Сімпсонів“, які прагнуть мати трохи серця, не переборщуючи, як правило, будуть працювати краще, ніж епізоди з випадковими ґеґами, принаймні на даному етапі легендарної історії „Сімпсонів“, і „Bart Stops to Smell the Roosevelts“ має достатньо сердечності, щоб додивитись серію до кінця». Водночас він написав, що «було багато жартів, які не спрацювали, але епізод мав безперервний потік ґеґів, щоб пережити важкі часи. І це все, про що ми можемо попросити».
Джош Гаррісон з «Ology» дав серії оцінку 7/10, прокоментувавши, що «вважає, що це було певне зниження [у якості] у порівнянні з прем'єрою сезону з точки зору простого комедійної вартості, але щирість освітнього досвіду Барта в поєднанні ентузіазмом його шалених пошуків справедливості, безумовно, зробила цю серію переможцем».
Коментуючи диванний прикол, Кейті Річ із сайту «Cinema Blend» написала, що «„Сімпсони“ завжди готові по-різному розширити межі», але зізналася, що їй «знадобиться деякий час, щоб викинути з голови головоногу Мардж Сімпсон і задиристого Гомера Сімпсона».
У лютому 2012 року сценариста серії Тіма Лонга було номіновано на премію Гільдії сценаристів Америки в області анімації 2011 року.
Згідно з голосуванням на сайті The NoHomers Club більшість фанатів оцінили серію на 4/5 із середньою оцінкою 3,46/5.